# Saint-Lumine-de-Clisson

Saint-Lumine-de-Clisson este o comună în departamentul Loire-Atlantique, Franța. În 2009 avea o populație de 1,943 de locuitori.